# Adri Schouwenaar
Adriaan Pieter (Adri) Schouwenaar (Lauterbourg, 17 juli 1923 - Schoonhoven, 14 mei 2009) was een Nederlandse politicus voor de Partij van de Arbeid.
Schouwenaar werd geboren toen zijn ouders met hun binnenschip door Frankrijk voeren. Hij startte zijn politieke loopbaan als raadslid van het Zeeuwse Wemeldinge (1958). In 1971 werd hij burgemeester van Brouwershaven. Vijf jaar later werd hij in hetzelfde ambt benoemd in Schoonhoven. In 1988 ging hij met pensioen.
Schouwenaar had diverse nevenfuncties, hij was onder andere voorzitter van de schippersbond ASV, de Europese Schippersorganisatie (1992-1996), de afdeling Zuid-Holland van de ouderenbond ANBO en het interkerkelijk steunfonds ICF.
Hij was drager van het Verzetskruis, ridder in de Orde van Oranje-Nassau en ereburger van de Zilverstad.